# R.O.D -READ OR DIE-
『R.O.D -READ OR DIE-』（アール・オー・ディー リード・オア・ダイ）とは、2001年から2002年にかけてアニプレックスから発売されたOVA作品。全3巻。監督は舛成孝二、アニメーション制作はスタジオディーンである。倉田英之のライトノベル『R.O.D READ OR DIE YOMIKO READMAN "THE PAPER"』を原作としている。「紙使い」という、紙を自在に操ることのできる能力を持った秘密エージェントである読子・リードマンの活躍を描く。

## 概要
原作は倉田英之のライトノベル作品『R.O.D READ OR DIE YOMIKO READMAN "THE PAPER"』（スーパーダッシュ文庫）である。ただし、当作製作中は原作の出版が間に合っていなかったため、先行作品としてウルトラジャンプ（集英社）に連載され、同様のレーベルで既に単行本化されていたコミカライズ漫画版を原作として挙げている。
なお、原作の重要人物である「菫川ねねね」は名前だけ登場し、本編には出演していない。続編として2003年にテレビアニメ『R.O.D -THE TV-』が制作され、本作から5年後の物語が描かれている。
また、本作はDVDにオーディオコメンタリーが収録された、最初期の日本のアニメ作品である。

## ストーリー
読子・リードマンは、神田神保町で非常勤講師の仕事をしながら読書三昧の自堕落な生活を送っている活字中毒のビブリオマニア（蔵書狂）であるが、同時に大英図書館特殊工作部に所属し「ザ・ペーパー」と言うコードネームを持つエージェントである。
ある日、アメリカ議会図書館が何者かに襲撃され、大量の稀覯本が盗まれる事件が発生した。犯人が「偉人」と名乗る正体不明の異能者であるという事態を重く見た大英図書館特殊工作部は、読子に稀覯本奪回作戦を命令する。ナンシー・幕張とドレイク・アンダーソンの支援により、偉人たちの追跡を試みるが、ナンシーの思わぬ行動により事態は急展開する。

## 登場人物

### 大英図書館特殊工作部
読子・リードマン（よみこ・リードマン）
声 - 三浦理恵子
大英図書館特殊工作部に所属するエージェントで、どんな紙でも変幻自在に操る、「紙使い」の能力を持つ。コードネームは「ザ・ペーパー」。日本人と英国人のハーフ。普段は神田神保町で本に埋もれながら生活している。生粋のビブリオマニアで、欲しい本があれば金に糸目をつけることなく片っ端から買い漁るため、本屋には「最重要御得意様」として彼女の顔写真が貼られているほど。本以外のことはかなり無頓着で身だしなみも疎かになりがちであり、作中ではそのことをジョーカーに突っ込まれている。本を奪い返す為に平気で命を張るなど計画性は皆無に等しいが、エージェントとしての能力は高い。
ナンシー・幕張（ナンシー・まくはり）
声 - 根谷美智子
読子とコンビを組むことになったエージェント。コードネームは「ミス・ディープ」。あらゆるものをすり抜けられる能力を持つ上に銃の扱いも手馴れており、エージェント能力は読子と同等かそれ以上のものがある。性格はいたってクールで、読子に対しても最初のうちはそっけない態度を取っていたが、仕事を共にこなしていくうちに徐々に打ち解けていく。しかし、彼女には裏の顔があった。
ドレイク・アンダーソン
声 - 岩崎征実
読子とナンシーをサポートする傭兵。あくまで「傭兵」なので、コードネームはない。読子やナンシーのような特殊能力はないものの傭兵らしく重火器の扱いに優れ、またパワーもあるため、本作の作戦中でもかなりの活躍を見せる。かなりの強面だが、お人好しで、読子に負けず劣らずオッチョコチョイなところがあるなど、その外見には似つかわしくない性格をしている。娘が一人いる。
ジェントルメン
声 - 外波山文明
大英図書館特殊工作部のボス。世界各国の主要機関に対して強大な影響力を持つなど只者ではないにもかかわらず、そのほとんどの詳細が不明という謎多き人物。
ジョーカー
声 - 郷田ほづみ
大英図書館特殊工作員のNo.2。本作ではジェントルメンと読子たちエージェントとのパイプ役として活躍。立ち居振る舞いから性格に至るまでまさしく「英国紳士」を思わせるが、作戦中にはかなりシビアな決断を下すこともある。
ウェンディ
声 - 鮭延未可
大英図書館特殊工作部のスタッフの一人で、ジョーカーの下でお茶酌みや書類の整理などをしている。そそっかしく、どこか頼りなさげだが、情報の探査にかけては中々のものがあり、本作でもある重要な情報を見つけ出した。

### 世界偉人軍団
一休宗純
声 - KONTA
世界偉人軍団のリーダー。元は室町時代の破戒僧。
飄々として掴み所がないが、知能は非常に高く、生涯最大のある「とんち」を成し遂げるために、様々な策略を巡らせる。史実に倣ってか髑髏をあしらった錫杖を持つ。
平賀源内
声 - 大谷亮介
江戸時代の発明家だった人物。自身が発明した「エレキテル」を用いて、電気を自由自在に操ることができる。そこから放たれる電気の威力は非常に強力で、アメリカの空軍部隊でさえもほぼ一瞬で壊滅させることができるほど。電撃はシールドやビームソードにもなる。
倉田英之によると、みなもと太郎作の『風雲児たち』にて平賀源内が武器だけは作らなかった発明家として紹介されていたことに心を打たれて、R.O.Dでは武器を持たせたとのこと。
ジャン・ヘンリー＝ファーブル
声 - 竹内順子、高荷邦彦
有名な昆虫学者。昆虫学者らしく、巨大なバッタやクワガタなど、様々な虫を操ることができる。また致命傷を負っても脱皮によって治癒する能力も持ち、脱皮のたびに老年、少年、成年と三段階の変化を見せた。
オットー・リリエンタール
声 - 金子はりい
ドイツの滑空王。現代のヘリコプターをも凌ぐ速さと、鳥のような機動性を併せ持つグライダーを駆使して、米軍及び読子たちを翻弄した。風を自在に読むことで、マシンガンの弾でさえも軽々と避けることができる。
玄奘三蔵
声 - 高橋広樹
インドで読子たちを襲った高僧。驚異的な体術と「西遊記」にちなんだ金斗雲や如意棒といった道具、火炎攻撃、さらには水を自在に操る不可思議な力などを駆使して、読子たちをぎりぎりまで追い詰めた。
ジョージ・スチーブンソン
太平洋上の「偉人要塞」にいる謎の老人。偉人軍団のエンジニアで、リリエンタールのグライダーや三蔵の金斗雲といった偉人たちの武器は勿論、要塞を開発・操作していたのも彼の模様。全て動力に蒸気機関を用いている。作中では名前が出ず、名前は映像特典の設定資料集に書かれていた。
ルートヴィヒ・ヴァン・ベートーヴェン
偉人軍団が打ち上げた衛星に組み込まれていた男。一休宗純が企てる「とんち」の実行を担っていたようだが、読子たちの奮闘によってそれを成し遂げること無く死亡した。スチーブンソン同様本編中では名前が出ず、名前は映像特典の設定資料集に書かれていた。
マタ・ハリ
「とんち」の実行者のひとりである女スパイ。大英図書館特殊工作部に潜入し、読子を窮地に陥れる。

## スタッフ
- 監督 - 舛成孝二[2]
- 原作・脚本 - 倉田英之（集英社「ウルトラジャンプコミックス」刊）[2]
- エグゼクティブプロデューサー - 白川隆三（第3話）
- 企画 - 白川隆三[2]（第1話・第2話）、蛭田とみ代（第3話）
- プロデューサー - 藤本昌俊[2]、松田桂一[2]
- キャラクター原案 - 羽音たらく[2]
- キャラクターデザイン - 石浜真史[2]
- メカデザイン - 菅沼栄治[2]
- プロダクションデザイン - 神宮司訓之
- 美術監督 - 小倉一男[2]
- 美術設定 - 成田偉保[2]
- 色彩設計 - 松本真司[2]
- 撮影監督 - 近藤慎与[2]
- 音楽 - 岩崎琢[2]
- 音楽監督 - 児玉隆[2]
- アフレコ演出 - 平光琢也[2]
- アニメーション制作 - スタジオディーン[2]
- 製作 - SME・ビジュアルワークス[2]

## 主題歌
オープニング「R.O.Dのテーマ ～opening version～」　作曲 - 岩崎琢

## 各話リスト
| 話数  | サブタイトル             | 作画監督                                                           |
| ----- | ------------------------ | ------------------------------------------------------------------ |
| 第1話 | 読子さん、事件ですよ。   | 石浜真史（キャラクター） 菅沼栄治・鈴木博文（メカニック）          |
| 第2話 | 読子さん、インドですよ。 | 石浜真史（キャラクター） 菅沼栄治（メカニック） 橘秀樹（プロップ） |
| 第3話 | 読子さん、ピンチですよ。 | 石浜真史（キャラクター） 菅沼栄治（メカ・エフェクト）              |

なお、「R.O.D オフィシャルアーカイブ」（一迅社、2010年）では、それぞれ「稀覯本奪回作戦」「全人類自殺作戦」「偉人軍団殲滅作戦」がサブタイトルであるかの如く記載されている。また、OVAシリーズの公式サイト（下記参照）は「第○巻」とのみ表記してサブタイトルの記載が無く、動画配信サイト・バンダイチャンネルでも表示はない。